# 코쥬 타츠키
코쥬 타츠키(일본어: 香寿たつき, 1965년 11월 26일 ~ )는 일본의 배우이다.